# Dorfkirche Sachsendorf (Lindendorf)

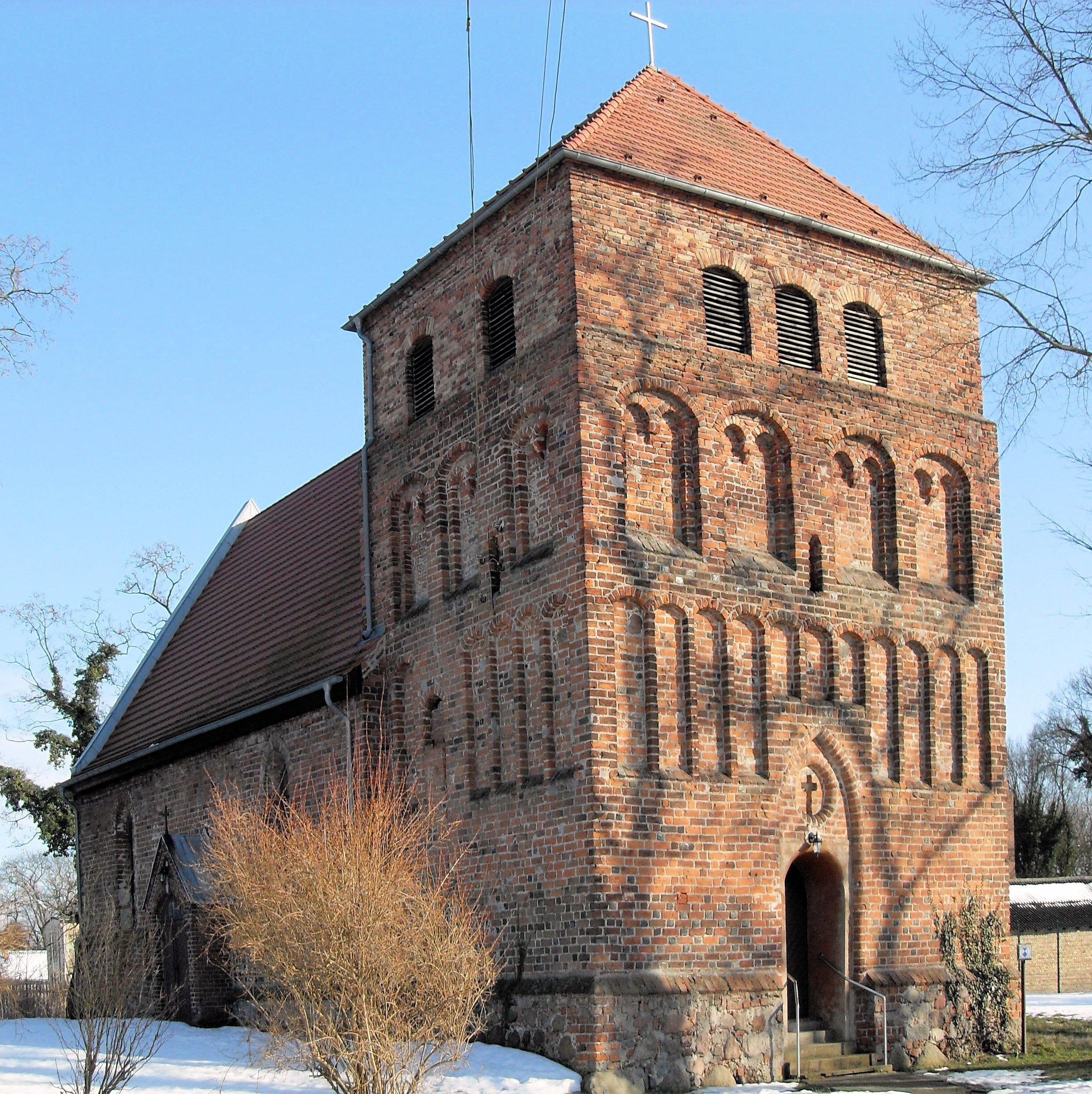
Dorfkirche Sachsendorf

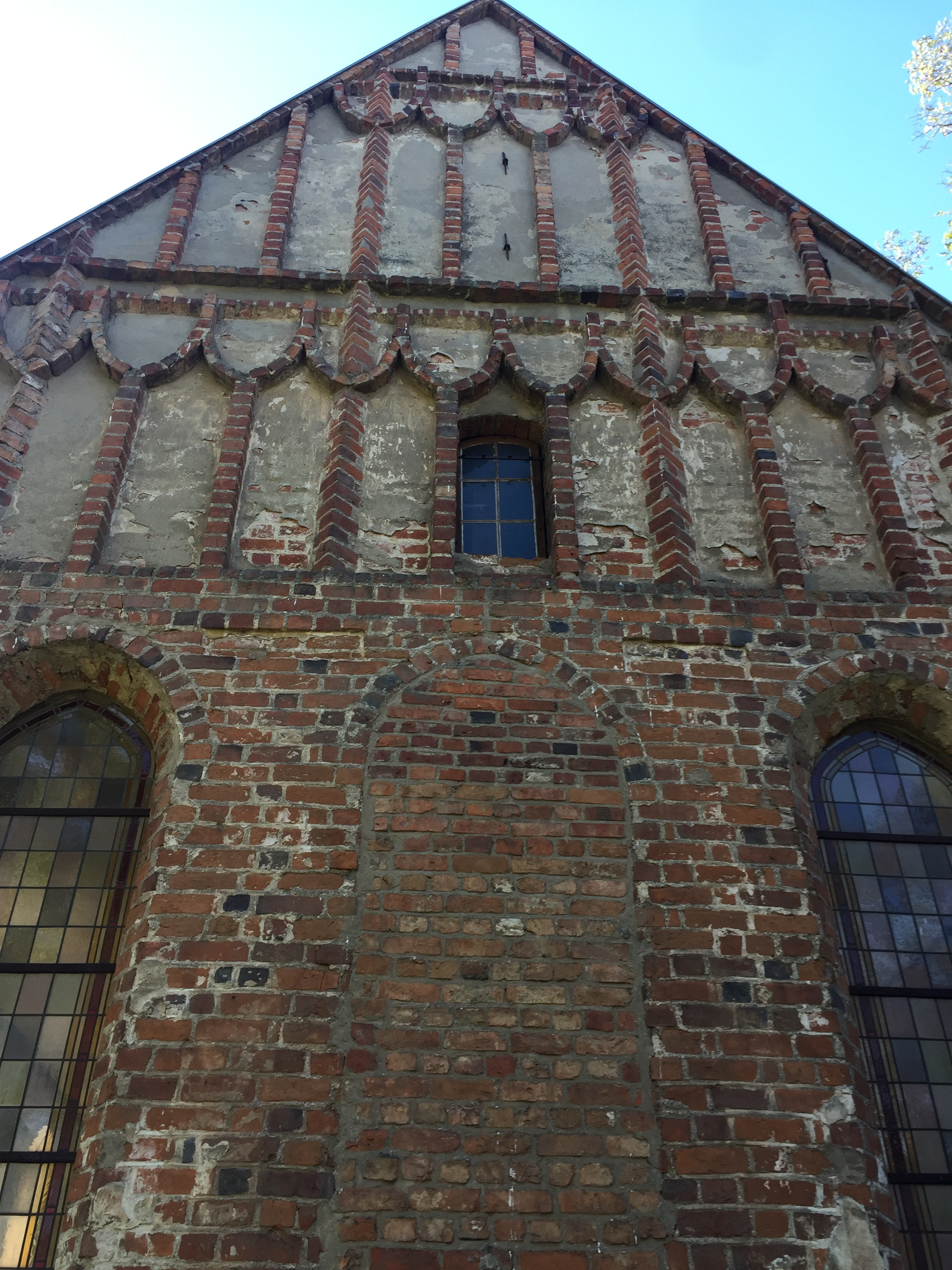
Details am Ostgiebel

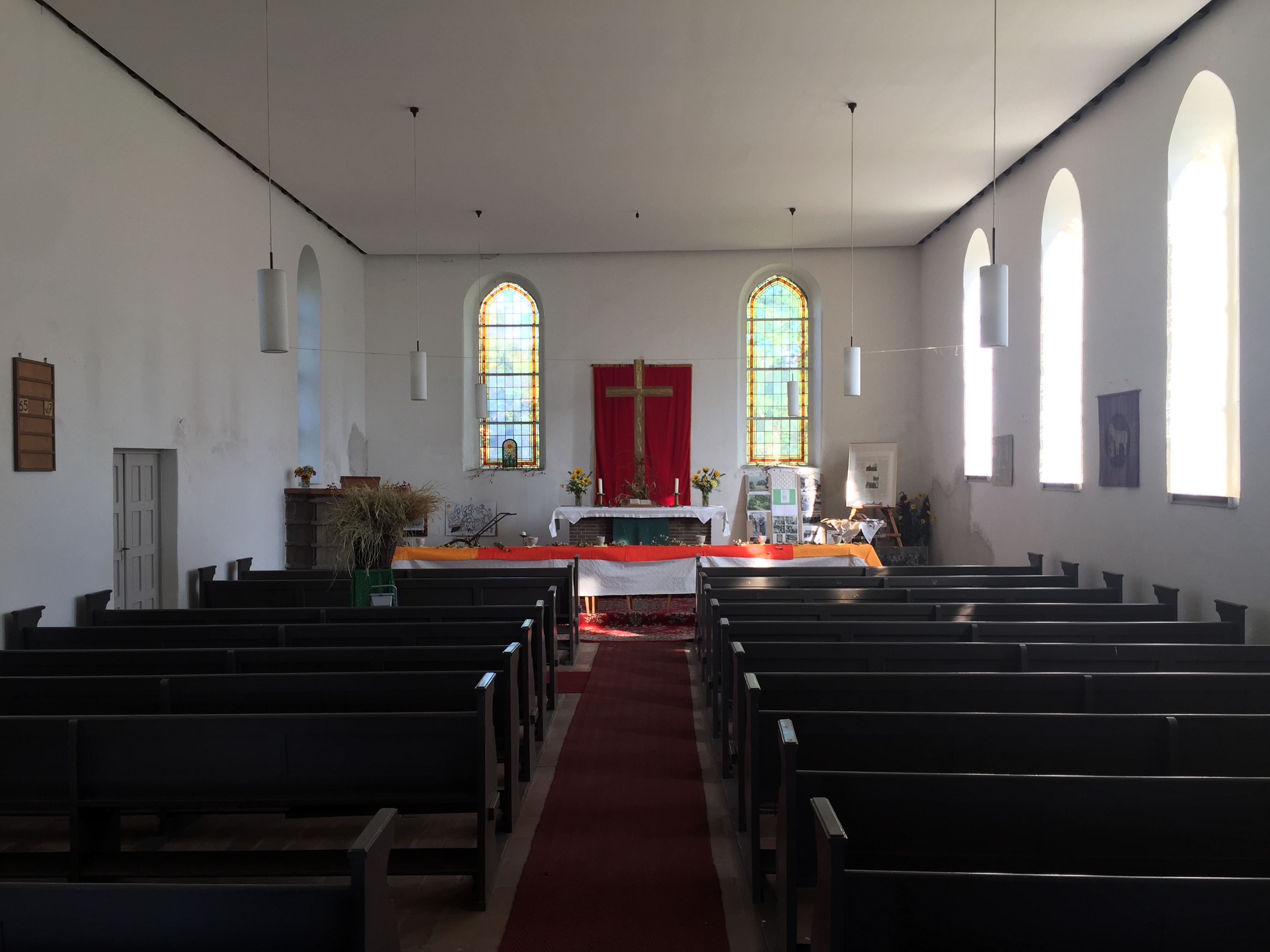
Blick vom Westportal zum Altar

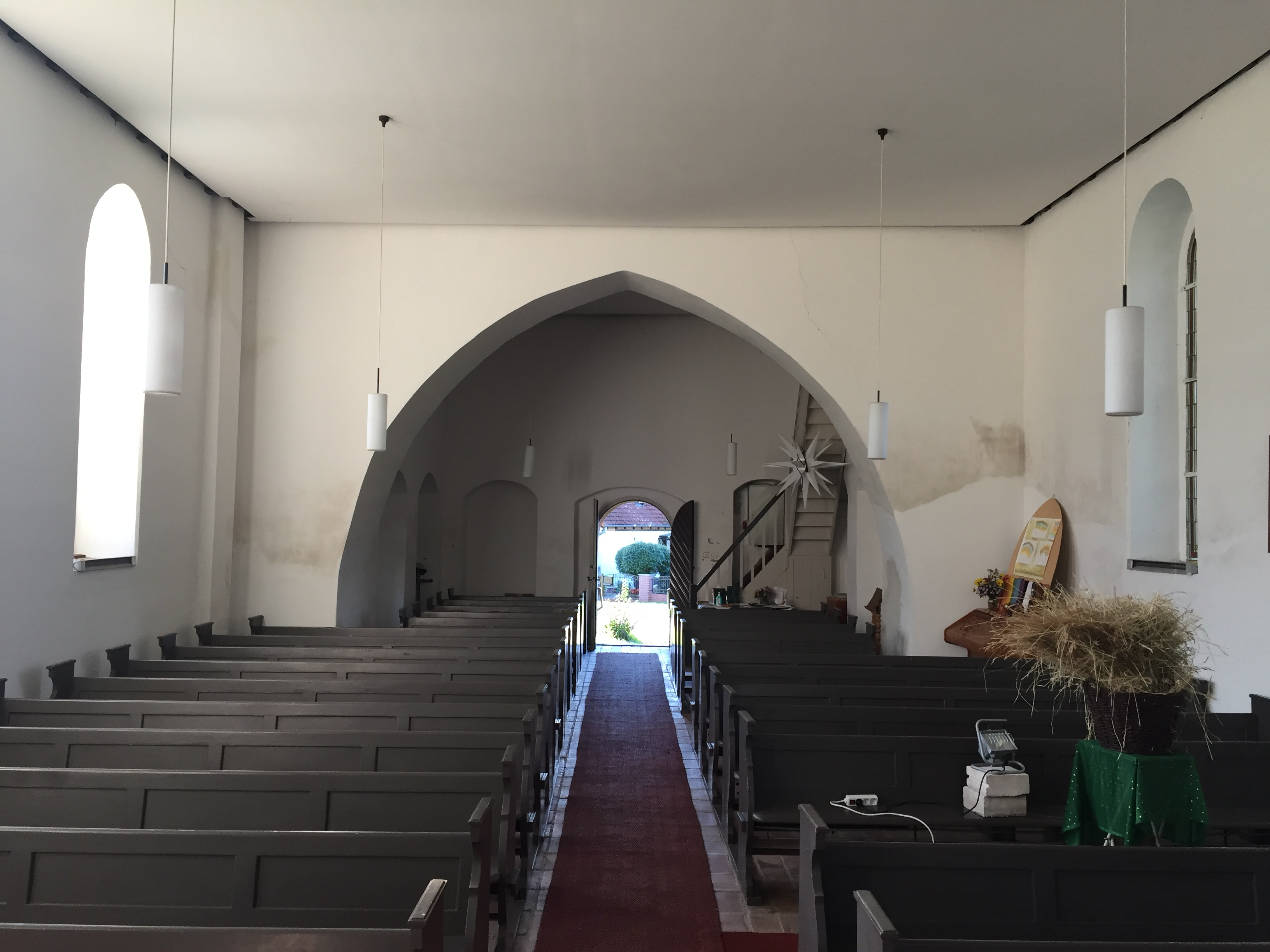
Blick vom Altar nach Westen

Die evangelische Dorfkirche Sachsendorf ist eine spätgotische Saalkirche im Ortsteil Sachsendorf von Lindendorf im Landkreis Märkisch-Oderland in Brandenburg. Sie gehört zur Hoffnungskirchengemeinde Oderbruch-Süd im Kirchenkreis Oderland-Spree der Evangelischen Kirche Berlin-Brandenburg-schlesische Oberlausitz.

## Architekturgeschichte

### Vor der Zerstörung 1945
Die Kirche ist inschriftlich auf 1514–1519 datiert. 
Dem rechteckiger Backsteinbau auf Feldsteinsockel ist im Westen ein mächtiger Querturm angeschlossen. Er wird durch ein spitzbogiges Westportal erschlossen. Über dem Westportal sind in zwei Zonen Blendbögen aus Backstein angeordnet. Die unteren Blendbögen sind als Arkadenreihe umlaufend. Die oberen Blendbögen sind als Zwillingsblenden paarweise unter Stichbögen zusammengefasst. Der Turm ist mit einem Aufsatz und einer geschweiften Haube gedeckt.
Der steile Ostgiebel des Kirchenschiffs ist ebenfalls reich mit Blenden aus Vorhangbögen in dreizoniger Reihung gegliedert. Die ursprünglichen, akzentuierenden Fialen auf den Dachschrägen wurden später entfernt. Unter den Vorhangbögen sind drei spitzbogige Fensteröffnungen angeordnet. Die bauzeitlichen Fensteröffnungen in Kirchenschiff und Chor sind teilweise barock überformt. 
Das Innere der Kirche hat eine flache Decke. Schiff und Turm werden durch einen gedrückten Spitzbogen geschieden.

### Zerstörung 1945
Am Ende des Zweiten Weltkriegs in Europa fanden vom 16. bis 19. April 1945 die Schlacht um die Seelower Höhen und vom 16. April bis zum 2. Mai 1945 die Schlacht im Berlin statt. Schon Anfang April sprengten Soldaten der Wehrmacht den Kirchturm. Vermutlich, damit er den gegnerischen sowjetischen und polnischen Truppen nicht als Orientierungspunkt oder Beobachtungsposten dienen konnte. Trümmer fielen ins Kirchenschiff. Die Kirche brannte aus.
Alle Dörfer auf dem Weg von der Oder nach Berlin wurden zerstört. In Sachsendorf waren noch 20 % der Häuser bewohnbar, jedoch ohne Fensterscheiben, ohne Türen und mit Löchern in Dächern und Wänden. Auf den Straßen lagen zwischen Granattrichtern Schutt, Fahrzeugwracks, Munition und Tierkadaver. Die Felder waren verwüstet und viele Wälder abgeholzt. Die Oderflutkatastrophe 1947 brachte weitere Zerstörungen.

### Wiederherstellung 1950–1954
Nach Kriegsende im Mai 1945 standen nur noch die Außenmauern der Kirche. Gottesdienste fanden im wiederaufgebauten Pfarrhaus statt. 1947 kam Karl Liesert als Pfarrer nach Sachsendorf. Er organisierte ab Mai 1949 das Aufräumen und die Enttrümmerung der Kirchenruine. 1950 wurde mit dem Wiederaufbau begonnen. Von den etwa 800 Einwohnern Sachsendorfs Anfang der 1950er Jahre waren nur wenige Alteingesessene. Im ursprünglich evangelischen Dorf wurden Gottesdienste beider Konfessionen abgehalten. Wer Zeit hatte, half beim Wiederaufbau der Kirche; manche kamen mit dem Fuhrwerk direkt vom Feld. Mit aus den Trümmern geborgenen Ziegeln wurden zuerst die Wände aufgemauert und der Turm ausgebessert. Weil die benötigten 14.000 Ziegel im Klosterformat nicht beschafft werden konnten, wurde der Turm provisorisch nicht in voller Höhe wiederhergestellt. Für den Ostgiebel konnten 1.000 Ziegel beschafft werden. Die Kosten wurden über Einnahmen der Kirche aus der Verpachtung von Kirchenland gedeckt. Zudem wurde Spenden gesammelt und Förderungen beantragt. 1951–1952 wurden 2.840 Deutsche Mark (etwa 9.000 Euro) gespendet. 5.000 DM kamen aus dem Fonds „zur Sicherung und Erhaltung denkmalwerter kirchlicher Bauwerke“, über den der stellvertretende Ministerpräsident Otto Nuschke verfügte. Das Landesdenkmalamt gab 1.000 DM, die Superintendentur 2.200 DM aus ihrem Baufonds. Ein umfangreicher Schriftsatz sicherte, dass 30 kg Nägel, gespendet vom Konsistorium in Berlin-Charlottenburg, durch die DDR nach Sachsendorf transportiert werden durften. Der Kunstdienst der Evangelischen Kirche half bei der Gestaltung des Innenraums, die sparsam sein musste. Die wieder aufgebaute Kirche wurde am 1. Advent 1954 feierlich eingeweiht.
Die Obergeschosse des Turms wurden vereinfacht wiederhergestellt. Das Glockengeschoss erhielt Öffnungen. Der Turm wurde mit einem Zeltdach gedeckt. Die mittlere spitzbogige Fensteröffnung am Ostgiebel wurde vermauert. Der Innenraum ist sehr schlicht gestaltet.

## Ausstattung
Nach der Zerstörung im Zweiten Weltkrieg wurde die Kirche bis 1954 im Innern schlicht wiederhergestellt. Die einzigen erhaltenen Stücke der einst reichen Ausstattung sind drei silbervergoldete Kelche aus spätgotischer Zeit und aus dem 17./18. Jahrhundert. Die Kelche wurden durch Vergraben vor der Zerstörung und Plünderung gerettet.
1957 wurden drei Glocken im Turm installiert. Es gibt keine Orgel.